# Marion Maréchal
Marion Maréchal-Le Pen (Saint-Germain-en-Laye, 10 de desembre de 1989) és una política francesa membre del Reagrupament Nacional, neboda de Marine Le Pen i neta de Jean-Marie Le Pen. El seu pare Samuel Maréchal fou el fundador del moviment juvenil del Front Nacional, tot i que realment el seu pare biològic va ser Roger Auque, periodista i diplomàtic francès.

## Família
Marion Maréchal-Le Pen és la filla de Samuel Maréchal i Yann Le Pen. Samuel Maréchal, però, no és el pare biològic de Marion Maréchal-Le Pen, ja que Marion prové d'una relació anterior de la seva, tot i que Maréchal la reconeix com la seva filla malgrat haver-se separat de Le Pen l'any 2007.
La publicació l'Express va revelar el 2013 que el periodista i diplomàtic Roger Auque és el pare biològic de Marion Maréchal-Le Pen, tot i que es presenta una queixa contra la revista, que fou condemnada a pagar 10.000 euros en danys i perjudicis. El 8 de setembre de 2014, Roger Auque mor a l'edat de 58 com a conseqüència d'un càncer. En les seves memòries pòstumes, el Servei Secret de la República Francesa, confirma que era el pare biològic de Marion Maréchal-Le Pen.
Maréchal prové d'una llarga família amb tradició a l'extrema dreta francesa, és la neta del polític francès Jean-Marie Le Pen, fundador i expresident del Front Nacional, i la neboda de Marine Le Pen, qui va succeir a Jean-Marie Le Pen al capdavant de partit. El 1992, amb tan sols dos anys, ella apareixia en els braços del seu avi en un cartell oficial de la seva campanya a les eleccions regionals de Provença–Alps–Costa Blava.

## Estudis
Marion Maréchal - Le Pen va assistir durant cinc anys a la tradicionalista institució de Sant Pius X a la població de Saint-Cloud, experiència que ella mateixa descriu com a fonamental pel seu aprenentatge L'any 2012, va obtenir un màster en dret públic per a la Panthéon-Assas University's. Després va abandonar els seus estudis per dedicar-se plenament a la seva acta de diputada.

## Carrera política
Inicialment, Maréchal és més propera a alguns petits cercles de la UMP i afirma sentir-se seduïda pel personatge de Nicolas Sarkozy. Però les polítiques del president de la república, la deceben profundament i decideix embrancar-se en Front Nacional a l'edat de 18 anys. Es va inscriure en l'ultradretà Front Nacional l'any 2007, partit fundat pel seu avi Jean-Marie Le Pen. Va entrar en la política durant les eleccions municipals celebrades el 9 de març de 2008 a Saint-Cloud, apareixent en la setena posició de la llista del FN, i obtenint un 6,3% dels vots. En les eleccions regionals de 2010, sol·licitada per Marie-Christine Arnautu, Marion Maréchal - Le Pen ocupa la segona posició de la llista del Front Nacional al departament d'Yvelines. Maréchal, es declara pròxima a la seva tia Marine i la llista a la Île-de-France encapçalada per Marie-Christine Arnautu obté el 9,3% dels vots en la primera volta. El 2012 va ser triada per al Parlament francès per la tercera circumscripció de Vaucluse, convertint-se així en la parlamentària francesa més jove de la història. El 6 de desembre de 2015 fou la candidata més votada a la primera volta de les eleccions regionals franceses a Provença-Alps-Costa Blava, amb el 40,55% dels vots. Finalment, però, a la segona volta seria derrotada per Christian Estrosi (Republicans) després que el candidat socialista es retirés seguint les consignes del seu partit.
L'any 2021, Maréchal s'integra a Reconquesta, un nou partit polític de dretes liderat per Éric Zemmour, que es presentà a les eleccions presidencials franceses de 2022 quedant quart. Maréchal va esdevenir vicepresidenta executiva del partit i cap de llista a les eleccions al Parlament Europeu de 2024 sent escollida eurodiputada amb quatre dels seus companys de candidatura, però va ser expulsada de Reconquesta amb tres altres eurodiputats tres dies després de les eleccions després de donar suport a Reagrupament Nacional per a les eleccions legislatives franceses de 2024.
En octubre de 2024, l'eurodiputada Laurence Trochu va anunciar que deixava la presidència del Moviment Conservador a Marion Maréchal, que va canviar el nom del partit anomenant-lo Identitat-Llibertats i el reestructuraria com a partit.